# Transgression
Pour les articles homonymes, voir Transgression (homonymie).
La transgression est l'action de transgresser, de ne pas respecter une obligation, une loi, un ordre, des règles. Par extension, une transgression désigne le fait de :
- ne pas se conformer à une attitude courante, ou interprétée comme naturelle,
- progresser aux dépens d'autre chose, d'empiéter sur quelque chose, d'envahir,
- dépasser une limite, ou ses limites,
- d'aller contre ce qui semble naturel.

## Concept
D'un point de vue conceptuel, la transgression signifie traverser la limite pour atteindre l'illimité. La transgression ne s'oppose pas à une limite mais elle franchit toutes les limites dans leur principe, c'est-à-dire qu'elle affirme la possibilité de vivre autrement.
C'est l'acte de dépasser toutes limites (tabous par lesquels l'humain se distingue). Elle se distingue des idées de faute et de péché. La faute est l'acte de refuser une limite fixant l'appartenance à une communauté humaine ; c'est le refus de la norme éthique. Le péché est une distance religieuse face au divin.

## Éthique et psychologie
Transgresser, c'est en quelque sorte franchir le Rubicon éthique ou moral, ne pas respecter une loi, ne pas se conformer à des règles considérées comme acquises, intégrées et acceptées de tous, franchir une limite, une ligne interdite, le plus souvent sciemment, en remettant en question de manière constante et parfois ironique, la ou les règles que l'on bafoue ainsi ostensiblement.

### Se situer par rapport à une éthique
En effet, la transgression a parfois un côté ostentatoire : on transgresse aussi pour se faire remarquer, on enfreint une loi pour être vu et identifié comme un élément réfractaire, voire rebelle ou dissident, pour se situer par rapport à un système de valeur et par rapport à une éthique, un ensemble de règles de comportement.

### Formation de la personnalité
En psychologie, chez l'enfant et chez l'adolescent, la tendance à la transgression des règles correspond à un stade important de formation de la personnalité et de développement intellectuel (elle peut même être liée à l'apparition d'un véritable esprit critique, car elle remet alors en cause la légitimité d'un système de valeur considéré auparavant comme allant de soi, évident, naturel et nécessaire).
Elle peut également être une manière, en particulier pour l'enfant, de tester les limites de ce qui est permis, de ce qui est possible. Voire de tester la résistance de ses parents, de ses tuteurs ou de ses "maîtres"…
L'acte transgressif appelle et demande souvent une sanction. Il peut parfois servir, en "négatif", à l'identification et à la reconnaissance des règles de conduite et des principes moraux que l'on a voulu enfreindre, voire à l'acquisition des notions de bien et de mal.

### Acte transgressif et système de valeur
Par ailleurs, transgression et système de valeur vont de pair et ne se conçoivent pas l'un sans l'autre: lorsqu'on transgresse, c'est toujours par rapport à un système de valeur donné, que l'on tend alors à dépasser ponctuellement et auquel, par là même, on est amené à se référer. L'acte transgressif affirme donc l'existence de principes moraux et de règles de conduite qu'il remet en question (si la règle disparaissait, la transgression n'aurait plus de raison d'être et disparaîtrait à son tour).

### Philosophie
- Georges Bataille, L'Érotisme, Paris, Minuit, 1957
- Sophie Lemaître et Frédéric Céladon, « Le sujet, entre risque et transgression », Chimères, no 65, été 2007 : improbable rencontre entre Bataille-Blanchot et Deleuze-Guattari sur fond de Nietzsche-Sade.